# Burundi nos Jogos Olímpicos de Verão de 2020
Burundi foi representada nos Jogos Olímpicos de Verão de 2020 em Tóquio. Originalmente programados para ocorrerem de 24 de julho a 9 de agosto de 2020, os Jogos foram adiados para 23 de julho a 8 de agosto de 2021, por causa da pandemia COVID-19. Foi a 7ª participação da nação nos Jogos Olímpicos de Verão desde sua estreia em 1996.

## Competidores
Abaixo está a lista do número de competidores nos Jogos.
| Esporte   | Masculino | Feminino | Total |
| --------- | --------- | -------- | ----- |
| Atletismo | 2         | 1        | 3     |
| Boxe      | 0         | 1        | 1     |
| Natação   | 1         | 1        | 2     |
| Total     | 3         | 3        | 6     |

## Atletismo
Atletas burundianos conquistaram marcas de entrada, seja por tempo de qualificação ou por ranking mundial, nos seguintes eventos de pista e campo (até o máximo de 3 atletas em cada evento):
- Nota– As posições para os eventos de pista são em relação à bateria do atleta
- Q = Qualificado para a próxima fase
- q = Qualificado para a próxima fase como o perdedor mais rápido ou, em eventos de campo, pela posição sem atingir o alvo para qualificação
- NR = Recorde nacional
- N/A = Fase não aplicável para o evento
- Bye = Atleta não precisou disputar aquela fase

Eventos de pista e estrada
| Atleta             | Evento             | Eliminatória | Eliminatória | Semifinal | Semifinal | Final     | Final   |
| Atleta             | Evento             | Resultado    | Posição      | Resultado | Posição   | Resultado | Posição |
| ------------------ | ------------------ | ------------ | ------------ | --------- | --------- | --------- | ------- |
| Eric Nzikwinkunda  | 800 m masculino    |              |              |           |           |           |         |
| Olivier Irabaruta  | Maratona masculina | —            | —            | —         | —         |           |         |
| Francine Niyonsaba | 5000 m feminino    |              |              | —         | —         |           |         |

## Boxe
Burundi recebeu um convite da Comissão Tripartite para enviar a boxeadora do peso mosca Omella Havyarimana para as Olimpíadas, marcando a estreia da nação no esporte.
| Atleta             | Evento          | Fase de 32           | Oitavas-de-final     | Quartas-de-final     | Semifinais           | Final                | Final   |
| Atleta             | Evento          | Adversária Resultado | Adversária Resultado | Adversária Resultado | Adversária Resultado | Adversária Resultado | Posição |
| ------------------ | --------------- | -------------------- | -------------------- | -------------------- | -------------------- | -------------------- | ------- |
| Omella Havyarimana | -51 kg feminino |                      |                      |                      |                      |                      |         |

## Natação
Burundi recebeu vagas de universalidade da FINA para enviar os nadadores de melhor ranking (um por gênero) para seus respectivos eventos individuais nas Olimpíadas, baseado no Ranking de Pontos da FINA de 28 de junho de 2021.
| Atleta              | Evento                | Eliminatória | Eliminatória | Semifinal | Semifinal | Final | Final   |
| Atleta              | Evento                | Tempo        | Posição      | Tempo     | Posição   | Tempo | Posição |
| ------------------- | --------------------- | ------------ | ------------ | --------- | --------- | ----- | ------- |
| Belly-Cresus Ganira | 100 m livre masculino |              |              |           |           |       |         |
| Odrina Kaze         | 50 m livre feminino   |              |              |           |           |       |         |